# Antonio Escobar Moreno
Antonio Escobar Moreno (Madrid, 1952) es un pintor y profesor español.

## Trayectoria
Escobar estudió Bellas Artes en la Academia de San Fernando de Madrid. Continuó su formación en Nueva York en el Pratt Graphics Center, Centro de Arte Gráfico Pratt en 1978 con una beca del comité Hispano Norteamericano para asuntos educativos y culturales para estudiar grabado.
Desde 1971 realiza exposiciones en galerías de Estados Unidos y Europa entre otros países. También ha participado en exposiciones colectivas como la realizada en agosto de 2019 en la Sala del Ministerio de Cultura de Quito. En los años 1984, 1986 y 1987 participó en ARCO (feria de arte). Participa en ferias de arte internacionales y ha realizado exposiciones en galerías de Madrid, Zaragoza, Valencia, Santander, Jaen, Hamburgo, Suzhou, Florencia, Buenos Aires, Alicante, Bruselas, Nueva York, entre otras ciudades.
Fue presidente de la asociación española de exbecarios J. William Fulbright entre los años 2004 a 2008.
Escobar se formó en Madrid y Nueva York, pero continúa experimentando con cada cuadro nuevas técnicas y nuevas formas de expresión con los trazos, las pinceladas o el color. En sus paisajes rinde homenaje a la escuela de Vallecas así como a los maestros Paul Cézanne, Cirilo Martínez Novillo y Juan Caneja. Escobar afirma que “necesita investigar a la hora de pintar un paisaje tras otro”. Como profesor realiza los "talleres de Antonio Escobar" desde el año 2000 en diferentes galerías e instituciones.
Su obra es valorada por críticos como Francisco Calvo Serraller o Antonio Manuel Campoy como una nueva visión del paisaje contemporáneo que evoluciona en las pinturas que Escobar realiza de las naturalezas castellanas.
En julio de 2021 expuso en la sala del Ayuntamiento de Riaza para homenajear el paisaje de este pueblo segoviano, aunque Escobar había pensado hacer un homenaje a José Jiménez Lozano, homenaje que sigue pendiente según afirmó. 

## Exposiciones seleccionadas
- 1971 Sala Abril, Madrid
- 1974 Galería Orfila, Madrid.
- 1980 Barbara Walters Gallery, Nueva York
- 1985 y 1990 Galería Racines, Bruselas
- 1994 Galería Le Point, Buenos Aires
- 1999 Biennale Internazionale dell Arte Contemporaneo, Florencia
- 2002 El Cantil, Santander (España)[7]
- 2003 Museo de la Ciudad, Madrid[8]
- 2007 Galerie am Michel. Hamburgo
- 2018 Museo Yilinyuan. Suzhou. China[9]
- 2021 Ayuntamiento Riaza